# Achuar
Cet article concerne le peuple achuar. Pour la langue achuar, voir Achuar (langue).

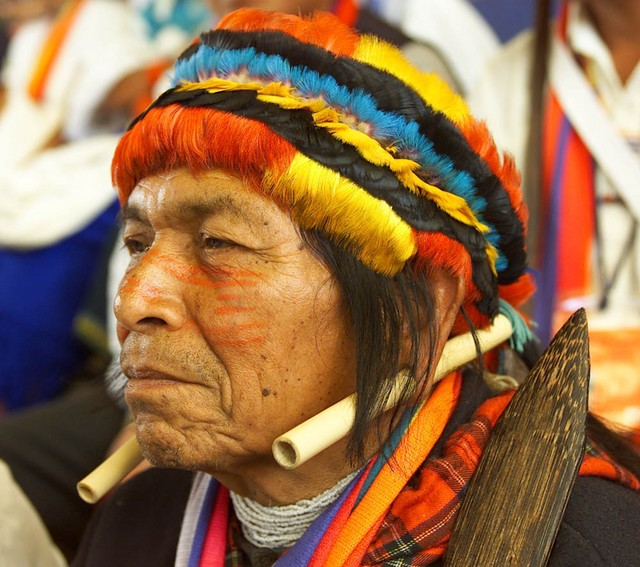
Pwanchir Pitu, shaman et chef spirituel du peuple Achuar.

Les Achuar sont une population amazonienne Shuar (Jivaro) de quelque 18 500 individus situés de part et d'autre de la frontière entre le Pérou et l'Équateur.

## Description
Les Achuar sont un des derniers groupes de Jivaros encore relativement in-affectés par les contacts extérieurs. Le nom Achuar signifie « peuple du palmier aguaje ». Les Achuar sont l’une des treize nationalités indigènes reconnues de l’Équateur.
Le dialecte Achuar est l'un des quatre groupes de dialectes (shuar, achuar, aguaruna et huambisa) de la branche ethno-linguistique jivaro. Le Jivaro est l'une des familles indigènes les plus homogènes du bassin amazonien.

## Caractéristiques
Une des quatre tribus Jivaros, les Achuar ont été pendant longtemps craints à cause de leur réputation de guerriers.

### Situation géographique
Comme leur nom l'indique, les Achuar d'Équateur sont situés dans la jungle de l'Amazonie à l'Est de l'Équateur qui partage ses frontières avec le Pérou. Chaque tribu occupe un territoire limité.

### Habitat
Les Achuar habitent des maisons de forme ovale dont le toit est formé de palmes imperméables superposées pour les protéger des pluies abondantes dans cette région, sans parois externes, les maisons sont situées au milieu d'une clairière et entourées de jardins délimités par des rangées de bananiers.

### Mœurs et coutumes
- Mariage :

Les mariages sont en général polygames. La première épouse est idéalement la fille d'un oncle maternel ou d'une tante paternelle donc une cousine croisée (waje). Si cela s'avère impossible, il faut alors trouver une cousine plus éloignée. Il est préférable d'épouser des femmes proches généalogiquement comme géographiquement. Avant de pouvoir vivre dans leur propre résidence (néolocale), le couple doit résider chez le père de son épouse (résidence matrilocale). Le lévirat est aussi appliqué, ce qui oblige une femme à se marier au frère de son mari défunt. Mais les femmes viennent plus souvent de rapts violents que de mariages consentis. 
- Division sexuelle du travail et de l'espace :

Pour la construction de leur maison, les hommes abattent les grands arbres pour former une clairière, les femmes s'occupent du brûlis pendant qu'ils plantent les bananiers. La construction est la tâche des hommes alors que les femmes s'occupent de façon exclusive des jardins qui entourent l'habitat. Un autre exemple de la vie quotidienne serait celui de la chasse réservée aux hommes tandis que les femmes s'occupent de cuisiner le gibier. La maison est aussi divisée en deux parties, le tankamash qui est réservé aux hommes et l'ekent, l'espace des femmes. Les femmes doivent être réservées et les jeunes garçons sont encouragés dans leurs accès de colère, signe de virilité. 
- Régime alimentaire :

Les Achuar trouvent leurs sources d'aliments dans les animaux terrestres comme aquatiques et dans les végétaux mais leurs apports sont plus ou moins régis par les saisons. D'août jusqu'à janvier, le temps des basses eaux, la pêche est abondante mais diminue avec les saisons de pluie qui débute à la mi-novembre et s'achève à la fin avril, période pendant laquelle les fruits sauvages sont amples ; pendant cette période les animaux sont mieux nourris pour être chassés pendant le temps de la graisse de singe laineux qui débute en mars. Sans oublier la plante de manioc, cultivée tout au long de l'année dans leurs jardins, qui est l'ingrédient indispensable pour la fabrication de la bière de manioc fortement appréciée des Achuar qui en font leur boisson quotidienne plus ou moins alcoolisée selon les occasions.
- Monde onirique :

Les rêves sont pour les Achuar une façon de maintenir des relations avec les esprits qui leur confient des recommandations. Certains rêves annoncent une future action positive (kuntuknar) et d'autres annoncent des actions négatives (mesekramprar). Que ce soit l'un ou l'autre, les Achuar dépendent de ces rêves pour agir, que ce soit pour aller à la chasse, déclarer une guerre, etc.
- Individualisme :

Très individualistes par nature, les Achuar évitent autant que possible la promiscuité et les disputes qu'elle peut causer. Cet individualisme les aide aussi à vivre sans mémoire des générations passées.
- Guerre :

C'est un élément qui caractérise les Achuar. Comme les familles vivent à distance les unes des autres, la guerre, fruit de la vendetta, pourrait être vue comme un moteur de rapprochement dans la mesure où on cherche à se faire des alliances ; sans guerre les motivations à maintenir des contacts externes seraient moindres puisque chaque parentèle Achuar est presque auto-suffisante. D'après Descola, un adulte sur deux meurt au combat. Les femmes sont l’objet de rapt et elles sont « apprivoisées », suivant l’euphémisme de Descola : violées jusqu’à « s’habituer » à leur nouveau mari. 
- Égalité des hommes :

Les hommes Achuar se considèrent égaux dans tous les sens du terme. La hiérarchie leur est totalement étrangère ; cependant, un bon chasseur ou un guerrier brave peut attirer le respect et l'attention de ses confrères mais il ne bénéficiera pas pour autant de droit ou de traitement différent. Le « grand homme » est celui qui parvient à coaliser autour de lui richesses à redistribuer et loyautés en vue de triompher lors des expéditions guerrières. Certains sont donc plus égaux que d'autres. Les Achuars ont « en horreur » l’homosexualité admise par les Quichuas voisins. L’ordre proposé est donc patriarcal, conservateur et les plantes elles-mêmes sont vues comme vivant les unes du sang des autres. 

## Les Achuar, les animaux, les plantes et les météores
Philippe Descola (1986) montre comment la nature, pour les Achuar, s'émancipe du seul ordre taxinomique, en se voyant attribuer des caractéristiques humaines : « Les hommes et la plupart des plantes, des animaux et des météores sont des personnes (aents) dotées d'une âme (wakan) et d'une vie autonome »[réf. incomplète].
Les mythes Achuar disent entre autres choses comment à l'origine tous les êtres avaient une apparence humaine, celle des personnes complètes (penke aents). Perdant celle-ci dans les circonstances du mythe, plantes et animaux n'en gardent pas moins, pour les Achuar, une sociabilité ordonnée selon les mêmes règles que celles qui régissent leur propre vie sociale. « L'anthropomorphisation des plantes et des animaux [est] tout autant la manifestation d'une pensée mythique qu'un code métaphorique servant à traduire une forme de savoir populaire ». C'est la capacité d'échanger dans un langage qui leur est propre qui définit les différentes espèces comme telles. Cependant, les âmes de chaque être ont une capacité de discours subjectif qui permet à l'ensemble des êtres d'interagir. C'est ainsi dans une fin de communiquer avec les plantes et les animaux que les Achuar entonnent à leur encontre des chants incantatoires (anents). En revanche, le langage de l'âme des êtres non humains n'apparaît aux Achuar que lorsque l'âme quitte leur corps et c'est dans les rêves (kara) et les transes qu'une telle condition apparaît.

## Le chamanisme et les Tsunki
Il y a deux sortes de chamanes (uwishin) et donc deux sortes de chamanisme : le chamanisme tsuakratin (guérisseur) et le chamanisme wawekratin (ensorceleur) par lequel le chaman envoie des tsentsak (fléchettes invisibles) à distance qui rendent celui qui les reçoit malade. La pratique exposée ci-dessous est celle du chamane guérisseur qui sert à prélever les fléchettes (tsentsak) envoyées par un wawekratin dans le corps du « malade » grâce à un rituel précis.
Selon la coutume, on fournit au chamane le natem (substance hallucinogène) et le tabac, instruments de guérisons. Uwishin commence par consommer le natem et descend ensuite dans la rivière pour réveiller les fléchettes qu'il a dans son corps en les faisant vibrer grâce au chant du chamane. Cela accompli, le chamane revient à son patient pour anesthésier les mauvaises fléchettes logées dans son corps en balayant la partie douloureuse pour refroidir les tsentsak et les rendre plus faciles à extraire. Ensuite le chamane chante pendant environ une heure des anent qui servent à décrire les métamorphoses qu'il subit, à invoquer les pasuk, à mettre en branle les fléchettes et à rassurer le malade. Le pasuk est le principe actif des fléchettes et est représenté aussi par les Tsunki et leurs animaux domestiques. Les Tsunki sont des semblables aux hommes mais qui vivent sous l'eau ; ils possèdent tous les pouvoirs chamaniques et garantissent leurs effets durables, ils sont aussi la source ultime des tsentsak. Après avoir fini son chant, le uwishin pose des questions à la conjointe du malade pour établir un diagnostic et savoir si le malade est atteint d'un sunkur (maladie d'origine non chamanique) ou d'un tunchi (ensorcellement chamanique). Enfin le chamane boit quelques rasades de jus de tabac et en conserve dans sa bouche en suçant la partie malade, puis il dégurgite le jus et souffle dans sa main, il reprend le processus environ dix fois pour pouvoir prélever dans le creux de sa main de petits morceaux de verre (les fléchettes) et souffle sur le ventre du malade guéri pour conclure le traitement. On devient chamane en s'approvisionnant de tsentsak par un rituel d'initiation d'un autre chamane qui aide à conditionner le corps à garder les tsentsak pour une utilisation éventuelle sur un malade ou sur un ennemi ; le chamanisme peut aussi se transmettre de manière héréditaire et c'est là qu'il est le plus efficace puisque dès son plus jeune âge, le nourrisson est familiarisé aux tsentsak qu'il reçoit du lait de sa mère après que son père les a soufflés dans les seins de cette dernière.